# Szklary (powiat kłodzki)
Szklary (niem. Glasegrund) – wieś w Polsce położona w województwie dolnośląskim, w powiecie kłodzkim, w gminie Bystrzyca Kłodzka.

## Położenie
Szklary to zanikająca wieś leżąca w Masywie Śnieżnika, pomiędzy Trzema Kopkami a Igliczną, na wysokości około 540–660 m n.p.m.

## Podział administracyjny
W latach 1975–1998 miejscowość należała administracyjnie do województwa wałbrzyskiego.

## Charakterystyka
W miejscowości znajduje się siedziba leśnictwa, pensjonat oraz jedno gospodarstwo rolne. Szklary są ostatnią wsią przed Śnieżnickim Parkiem Krajobrazowym. Tu kończy się droga publiczna. Na początku Szklar – około 1 km za ośrodkiem Pinokio, który administracyjnie jest jeszcze we wsi Marianówka – ostatniej przed Szklarami – znajduje się, tuż przy drodze, po lewej stronie, skała wspinaczkowa.

## Szlaki turystyczne
droga Szklary-Samborowice – Jagielno – Przeworno – Gromnik – Biały Kościół – Żelowice – Ostra Góra – Niemcza – Gilów – Piława Dolna – Góra Parkowa – Bielawa – Kalenica – Nowa Ruda – Sarny – Tłumaczów – Radków – Skalne Wrota – Pasterka – Karłów – Lisia Przełęcz – Białe Skały – Skalne Grzyby – Batorówek – Batorów – Skała Józefa – Duszniki-Zdrój – Schronisko PTTK „Pod Muflonem” – Szczytna – Zamek Leśna – Polanica-Zdrój – Przełęcz Sokołowska – Łomnicka Równia – Huta – Zalesie – Stara Bystrzyca – Bystrzyca Kłodzka – Pławnica – Szklary – Igliczna – Międzygórze – Jawor – Przełęcz Puchacza

## Galeria

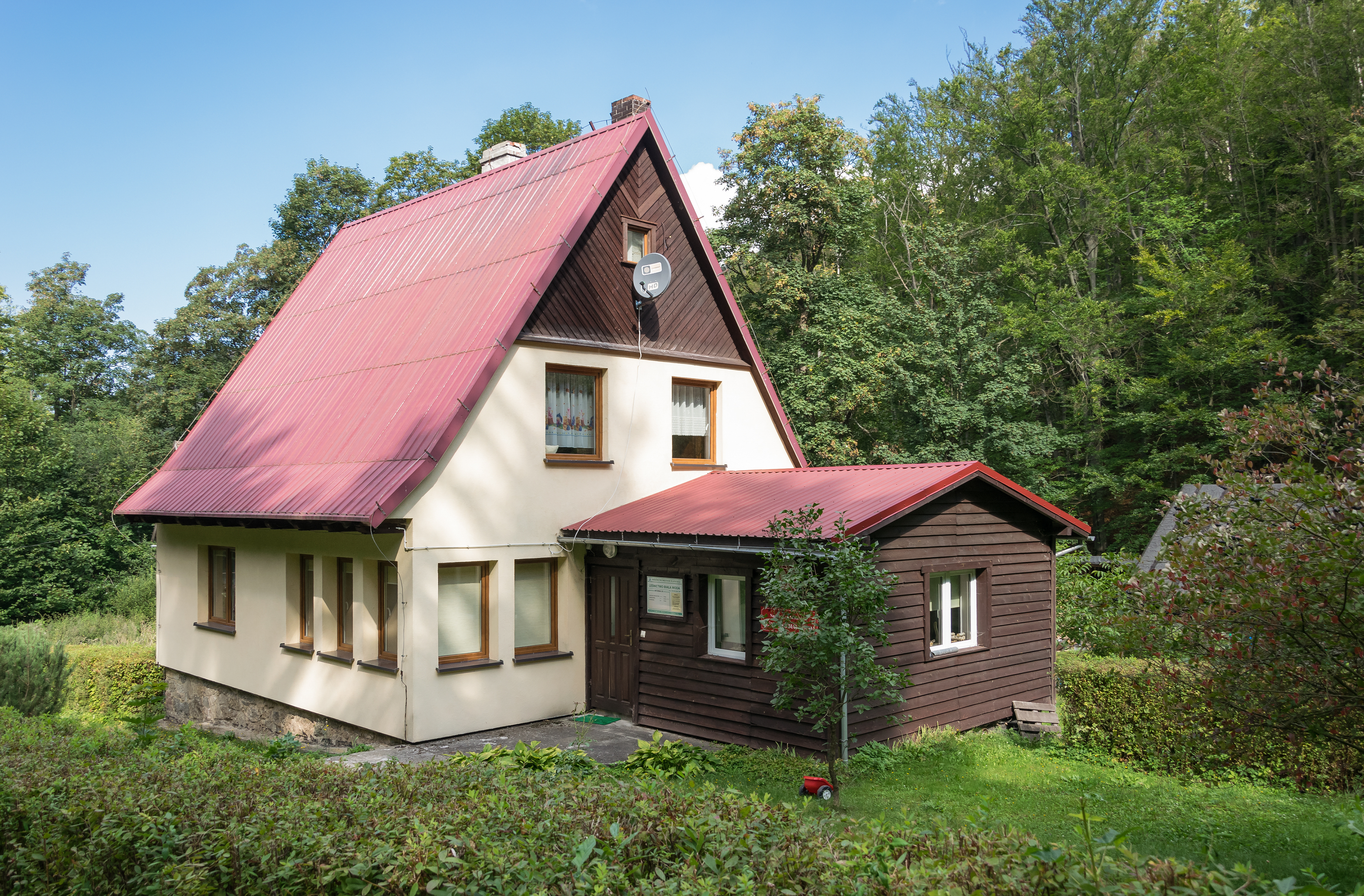
Leśniczówka Biała Woda w Szklarach
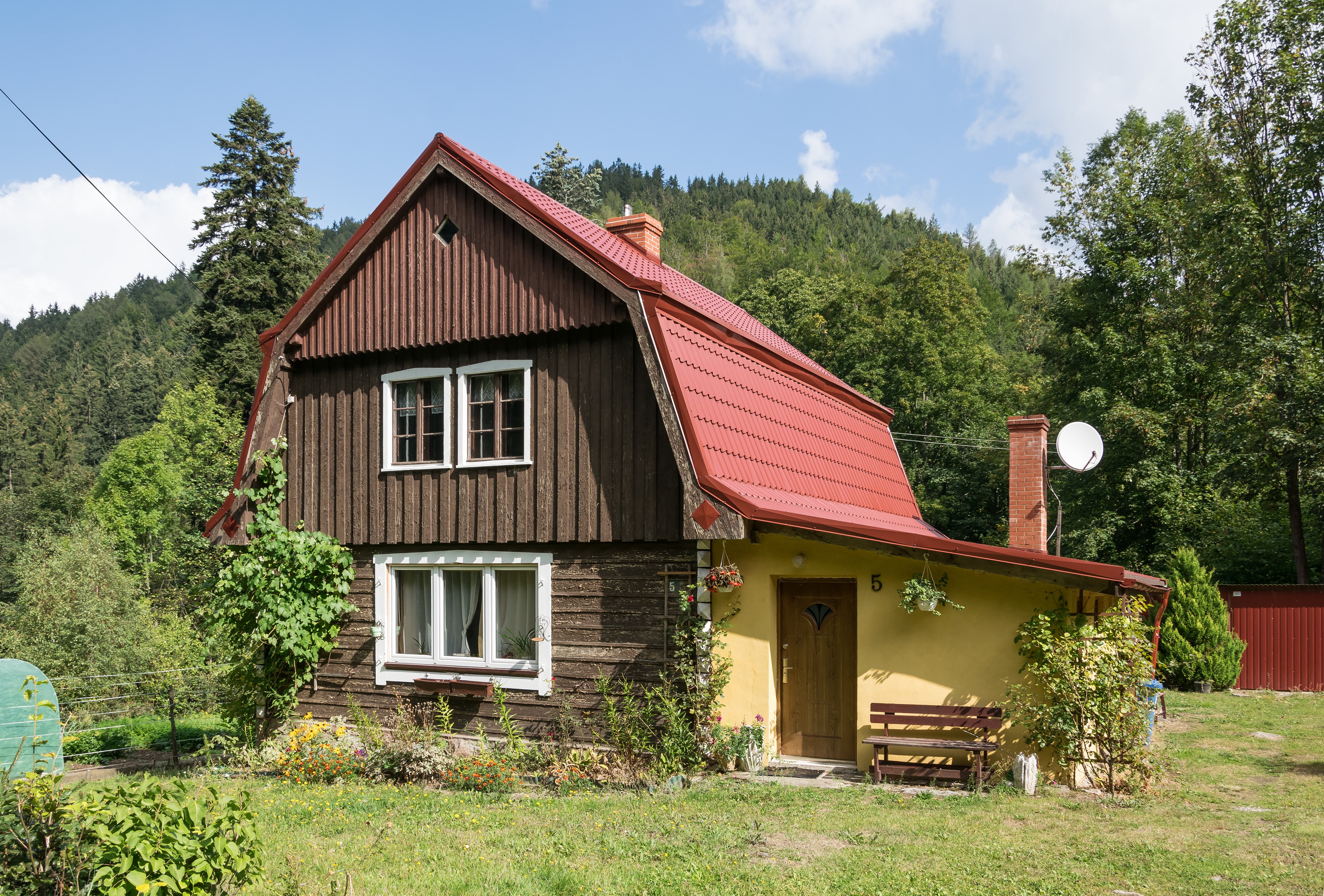
Dom nr 5
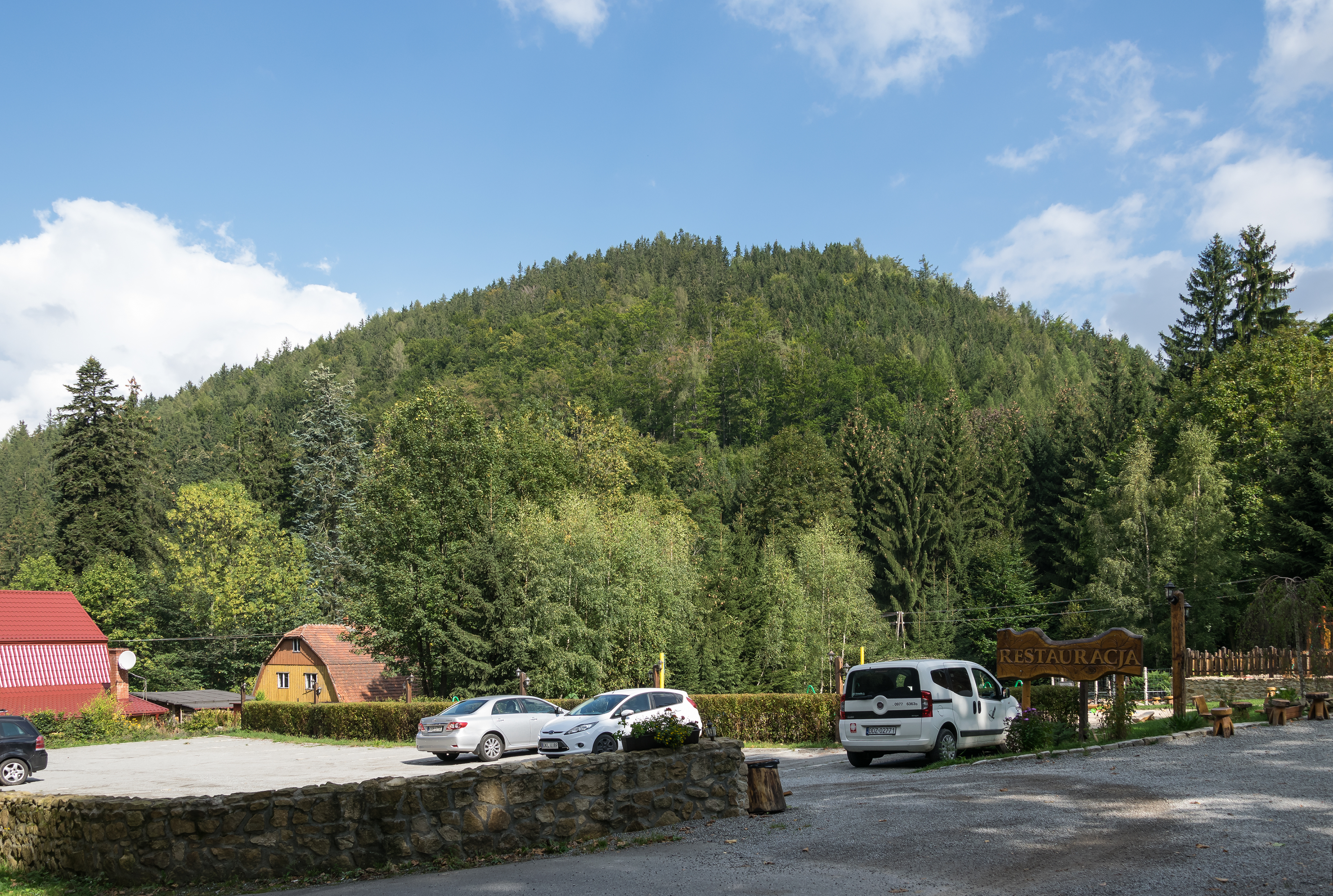
Trzy Kopki widziane ze Szklar